# کارخانه زغال‌شویی

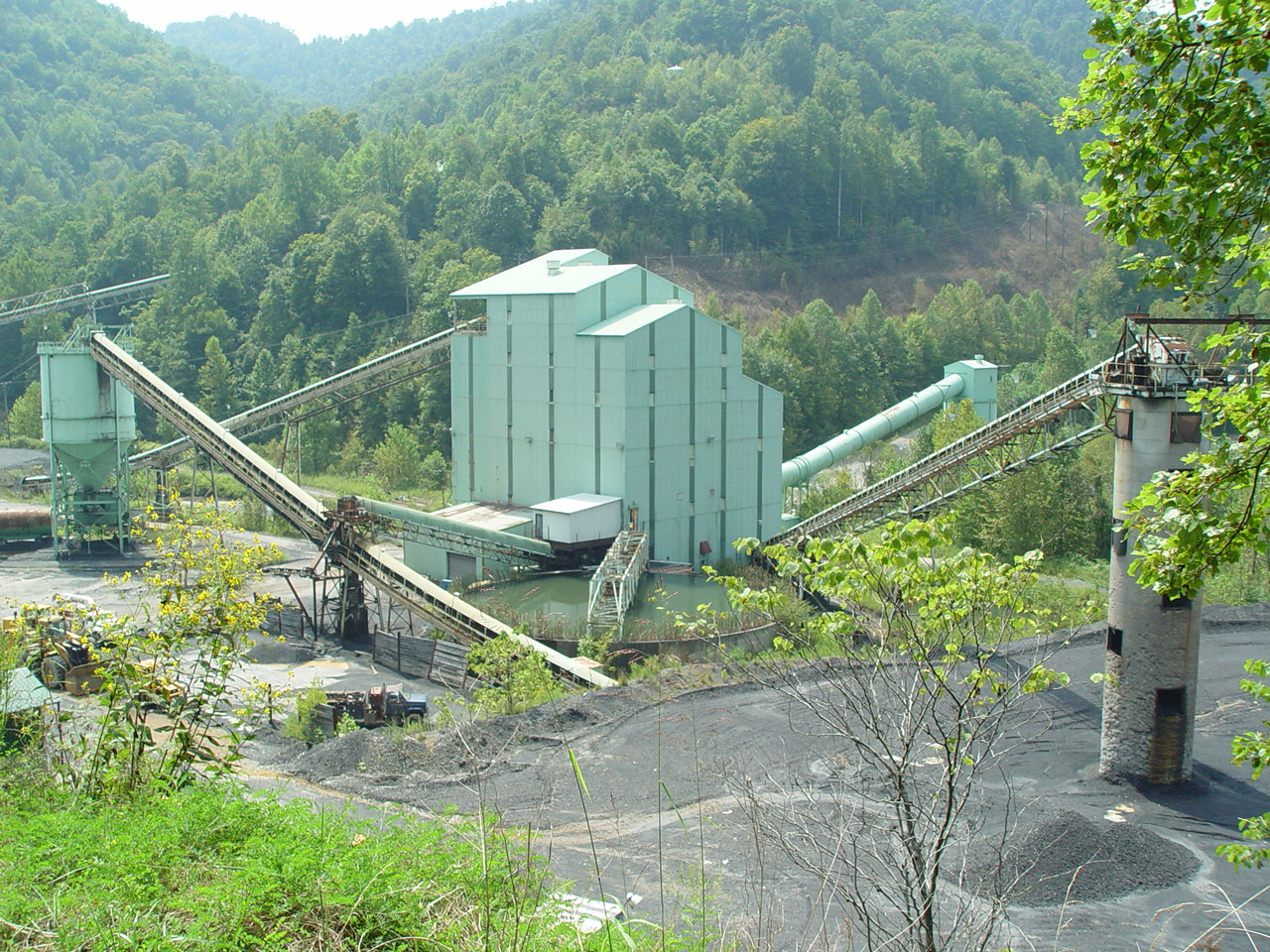
مخزن شستشوی زغال‌سنگ در شرق کنتاکی

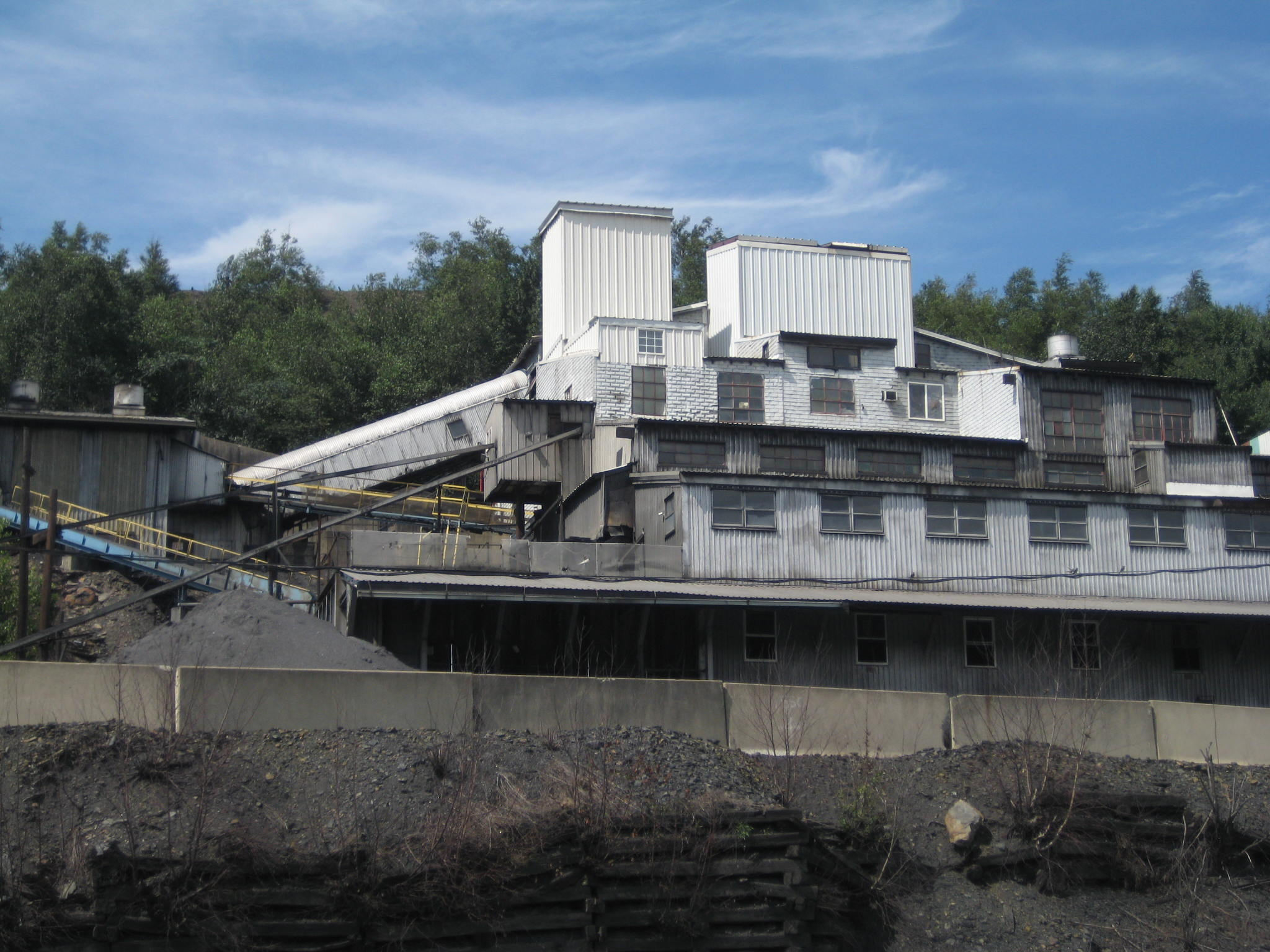
یک زغال‌شکن مدرن در Mahanoy City. فرایند زغال‌شویی شامل شستشو، خرد کردن، درجه‌بندی، مرتب‌سازی، ذخیره‌سازی و حمل و نقل است که در این تصویر در یک تأسیسات ساخته شده در یک انبار زغال‌سنگ آنتراسیت در حال انجام است.

کارخانهٔ زغال‌شویی تأسیساتی است که زغال‌سنگ، خاک و سنگ را شستشو می‌دهد، آن را به قطعات کوچک‌تر می‌شکند (مرتب‌سازی) و برای فروش در بازار آماده می‌کند. در این تأسیسات غالباً زغال‌سنگ را به‌وسیلهٔ اتومبیل‌های ریلی یا کشتی بارگیری می‌کنند.
در تمامی مراحل شستشوی زغال‌سنگ، ذخیره‌سازی این مادهٔ معدنی اهمیت بالایی دارد. به همین منظور نیز انبارهایی با ظرفیت‌های متنوع در کارخانجات زغال‌شویی احداث می‌شود. به‌طور کلی جابه‌جایی و ذخیره‌سازی زغال‌سنگ، بخش مهمی از فرایند شستشوی آن است.

## نگهداری و ذخیره‌سازی
زغال‌سنگ استخراج شده از معدن، مادهٔ اولیهٔ کارخانهٔ زغال‌شویی را تأمین می‌کند. این مادهٔ اولیه شامل زغال‌سنگ و سایر ناخالصی‌ها و آلودگی‌های همراه است که در کارخانهٔ زغال‌شویی شسته شده و به غلظت مطلوب می‌رسد.
زغال‌سنگی که در کارخانهٔ زغال‌شویی مورد استفاده قرار می‌گیرد در مراحل مختلف شستشو نیاز به ذخیره‌سازی دارد و انبار نگهداری از آن نیز در نزدیکی محل کارخانهٔ زغال‌شویی است. زغالی که از انبارهای نگهداری تحویل کارخانهٔ شستشو می‌شود غلظت متفاوتی دارد و همین موضوع نیز سبب می‌شود که خروجی کارخانه بر حسب تن در ساعت متفاوت باشد.
عموماً این ماده به‌وسیلهٔ نوار نقاله یا لودر و بولدوزر به کارخانهٔ شستشو تحویل داده می‌شود و در کارخانه نیز برای بازیابی، مواد احیاکننده به آن می‌زنند.

## نمونه‌گیری
پیش از احداث و راه‌اندازی کارخانهٔ زغال‌شویی عموماً فرایند نمونه‌گیری صورت می‌پذیرد. در این فرایند یک نمونهٔ معمولی از معدن زغال‌سنگ در یک دورهٔ زمانی مشخص مورد سنجش قرار می‌گیرد. روش نمونه‌گیری نیز مطابق با استاندارهای ارائه شدهٔ انجمن ASTM مشخص می‌شود.

## خرد کردن
خرد کردن مادهٔ اولیهٔ ورودی به کارخانهٔ شستشوی زغال‌سنگ سبب می‌شود که مراحل کنترل و پردازش با تسلط بیشتری صورت پذیرد و در واقع یکی از بخش‌های مهم شستشوی زغال خرد کردن زغال‌سنگ است.

## شرکت‌های ایرانی
از جمله شرکت‌های فعال در حوزهٔ زغال‌شویی در ایران می‌توان به کارخانهٔ زغال‌شویی کانی کربن طبس، زغال‌سنگ زرند، زغال البرز، سوادکوه و… اشاره کرد.